# Arthur Hantzsch
Arthur Rudolf Hantzsch (Dresde, 7 de marzo de 1857 - Dresde, 14 de marzo de 1935) fue un químico alemán.
Tras realizar estudios de Química en Dresde con profesores como Rudolf Schmitt y Walther Hempel, se doctoró en Wurzburgo en 1880, donde trabajó junto a Johannes Wislicenus. Autor de obras como Grundriss der Stereochemie (1893), describió la síntesis de piridinas y pirroles sustituidos, mediante dos reacciones que tomarían su nombre: «síntesis de piridinas de Hantzsch» (1882) y «síntesis de pirroles de Hantzsch» (1890).
 También identificó compuestos como el tiazol, en 1887, junto a J. H. Weber, entre otros estudios.